# Röda Kvarn, Stockholm

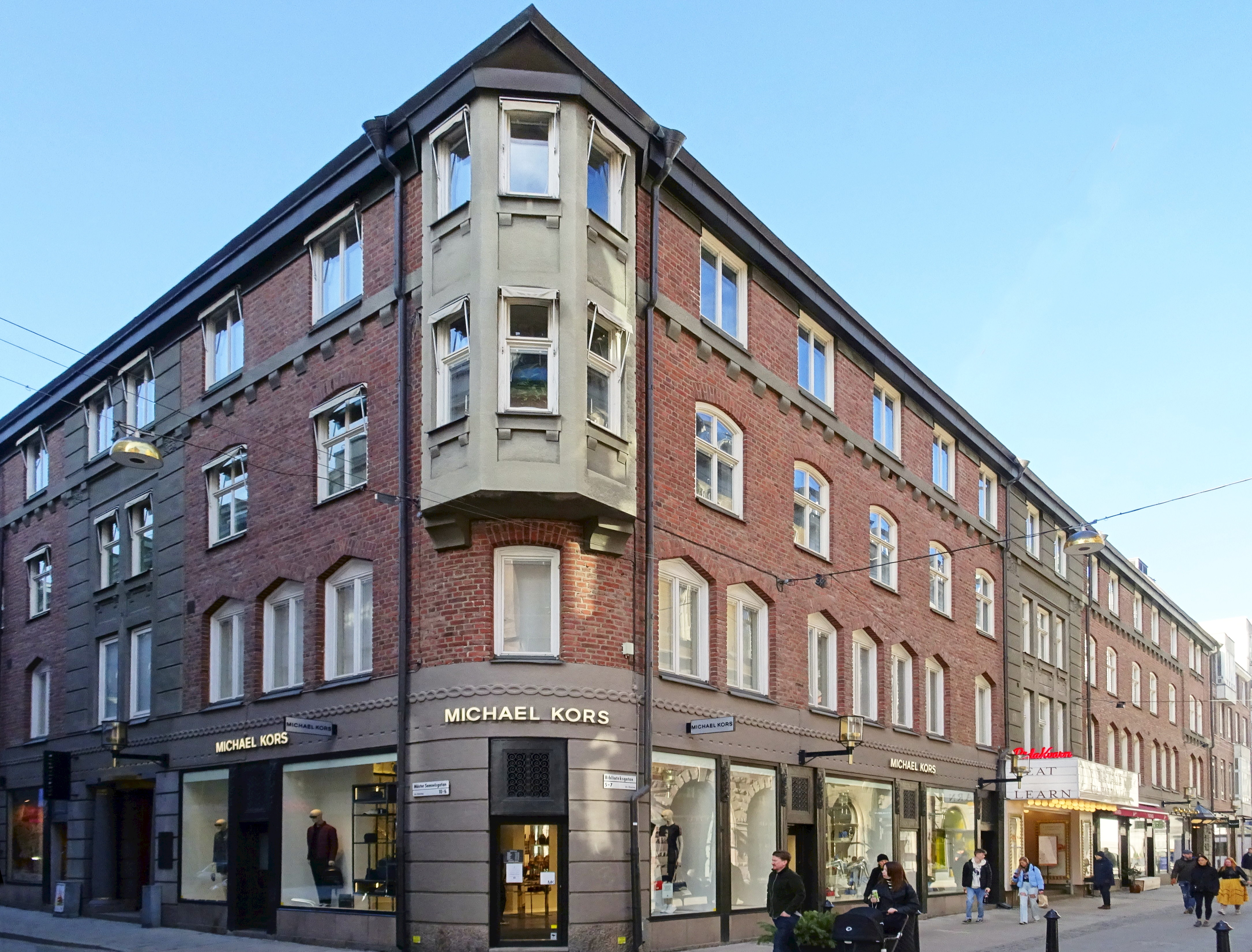
Fastigheten Kvasten 6, kallad "Röda Kvarn" i februari 2021. Lägg märke till burspråket på hörnet som representerar tidig betongarkitektur i Stockholm.

Röda Kvarn kallas en byggnad i kvarteret Kvasten i hörnet Biblioteksgatan 5/Mäster Samuelsgatan 6 på Norrmalm i Stockholm. Namnet härrör från biografen med samma namn som uppfördes tillsammans med huset 1915-1917 och var den näst äldsta bevarade större biografen i Stockholm fram till att den byggdes om till gallerian Urban Outfitters under 2006. Fastigheten Kvasten 6 förvärvades 1915 av Hufvudstaden AB, som fortfarande är ägare. Sedan 2018 finns saluhallen Eataly i lokalen. Fastigheten är blåmärkt av Stadsmuseet i Stockholm vilket betyder "att bebyggelsen bedöms ha synnerligen höga kulturhistoriska värden".

## Historik

### Bakgrund

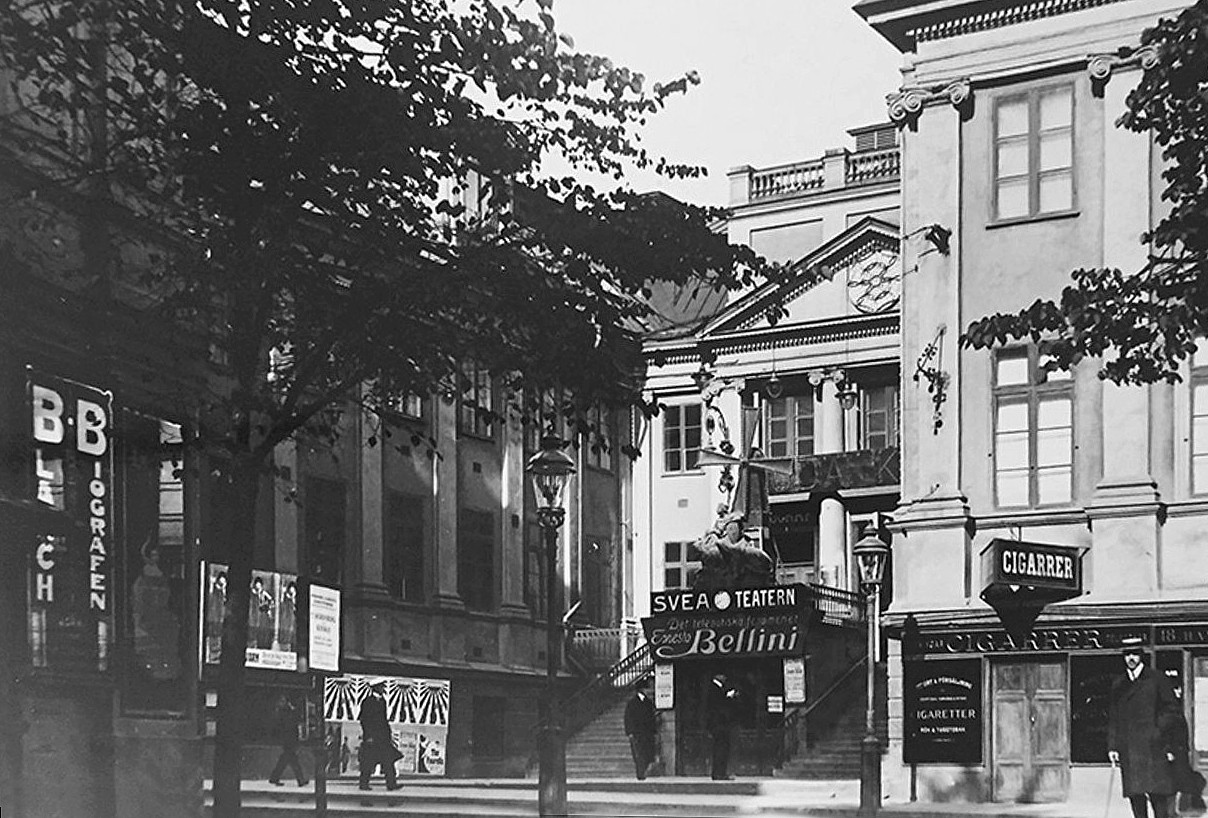
Röda Kvarn i Sveasalen 1912–1913.

Namnet Röda Kvarn har förmodligen sitt ursprung i en av Stockholms väderkvarnar. En sådan stod på Brunkebergsåsen ungefär där kvarteret Hästskon ligger idag och finns redovisad på en karta från 1645 men inte senare. Den första biografen med namnet Röda Kvarn låg i Sveasalen som var en tillbyggnad från 1888 till Sparreska palatset beläget vid Hamngatan. Sveasalen var ursprungligen konsertsal och därefter varietélokal. 
Från januari 1912 visades även film i Sveasalen, då startade Svenska Biografteatern under ledning av Charles Magnusson Röda Kvarn i Sveasalen. Vid entrén fanns en skulptur visande Moder Svea med lejonet och därbakom en rödmålad kvarn med snurrande vingar inramade av glödlampor. Sparreska palatset med Sveasalen revs på hösten 1913 för att göra plats för varuhuset NK. 
Därefter hyrde Svenska Biografteatern Regina-Teatern vid Drottninggatan 71A som premiärbiograf under hösten 1913. Från januari 1914 öppnade Röda Kvarn övergångsvis i Auditoriom vid Norra Bantorget. I december 1915 flyttade den ”nya” Röda Kvarn slutligen till Biblioteksgatan.

## Fastigheten vid Biblioteksgatan

### Byggnad

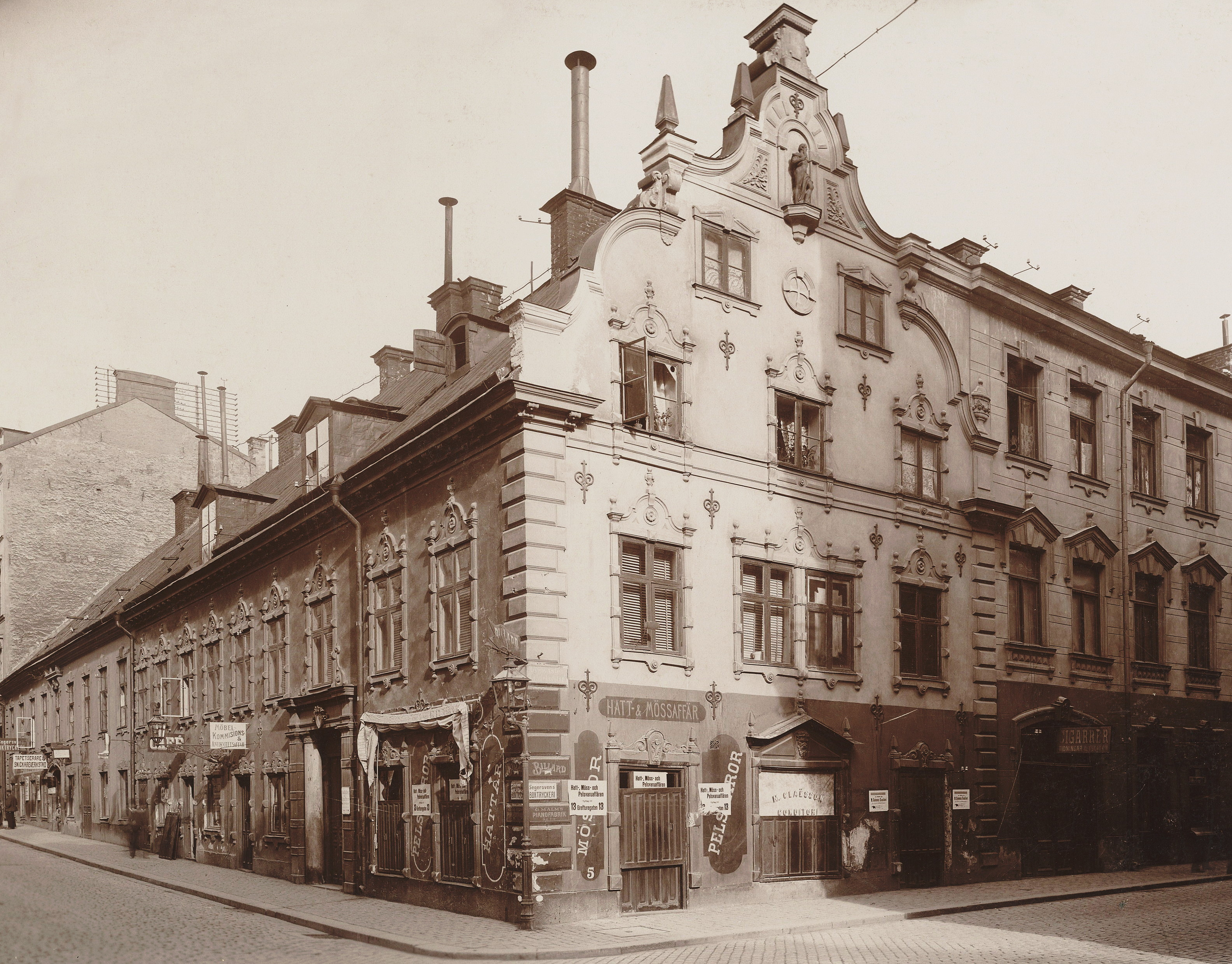
Fastigheten Kvasten 6, 1906 (revs 1914).

Hörntomten nr 6 i kvarteret Kvasten (dåvarande Ålandsgränd / Norrmalmsgatan) var bebyggd sedan 1730-talet. Hörnuset hade två våningar och byggdes om ett flertal gånger, senast på 1880-talet då en rik dekorerad volutgavel och fasadernas utsirningar tillkom. Byggnaden revs 1914. Till en början planerades ett kontors- och affärshus med en stor samlingssal i husets mitt, ritad 1906 av arkitekt Hjalmar Westerlund. Projektet realiserades dock aldrig.
År 1915 köptes tomten av Fastighets AB Kvasten som i sin tur ägdes av byggbolaget Kreuger & Toll och förvärvades kort därefter av det nystartade fastighetsbolaget Hufvudstaden, med Ivar Kreuger och Paul Toll i spetsen. Bolaget anlitade arkitekten Edward Bernhard att gestalta huset. Kreuger & Toll var konstruktör och byggentreprenör medan Paul Toll stod som ansvarig för projektet. Bernhard ritade en byggnad i fyra våningar med fasader i hårdbränt Helsingborgstegel och fönster i olika storlekar. Mot Mäster Samuelsgatan märks ett monumentalt kolonnmotiv. Ovanlig för tiden var även betongarkitektur med rundad takvåning och ett burspråk på hörnet i synlig, obehandlad betong.
Byggnaden skulle bli känd för sin eleganta biografsalong som uppfördes på innergården. Initiativtagare var Charles Magnusson som nu fann den rätta platsen för sin premiärbiograf Röda Kvarn. När Magnusson kontaktade ägaren till tomten, blev han hänvisad till Ivar Kreuger, delägare i Hufvudstaden. Magnusson och Kreuger fick god kontakt vilket resulterade i att Kreuger ordnade så att en biograf kunde inrymmas i det nya affärshuset vid Biblioteksgatan. Charles Magnusson och Ivar Kreuger kom att utveckla en livslång vänskap. Genom Magnusson blev Kreuger intresserad av filmen som investeringsobjekt och gick in som majoritetsägare när Svensk filmindustri (SF) grundades 1919 med Charles Magnusson som chef.

### Bilder, byggnad

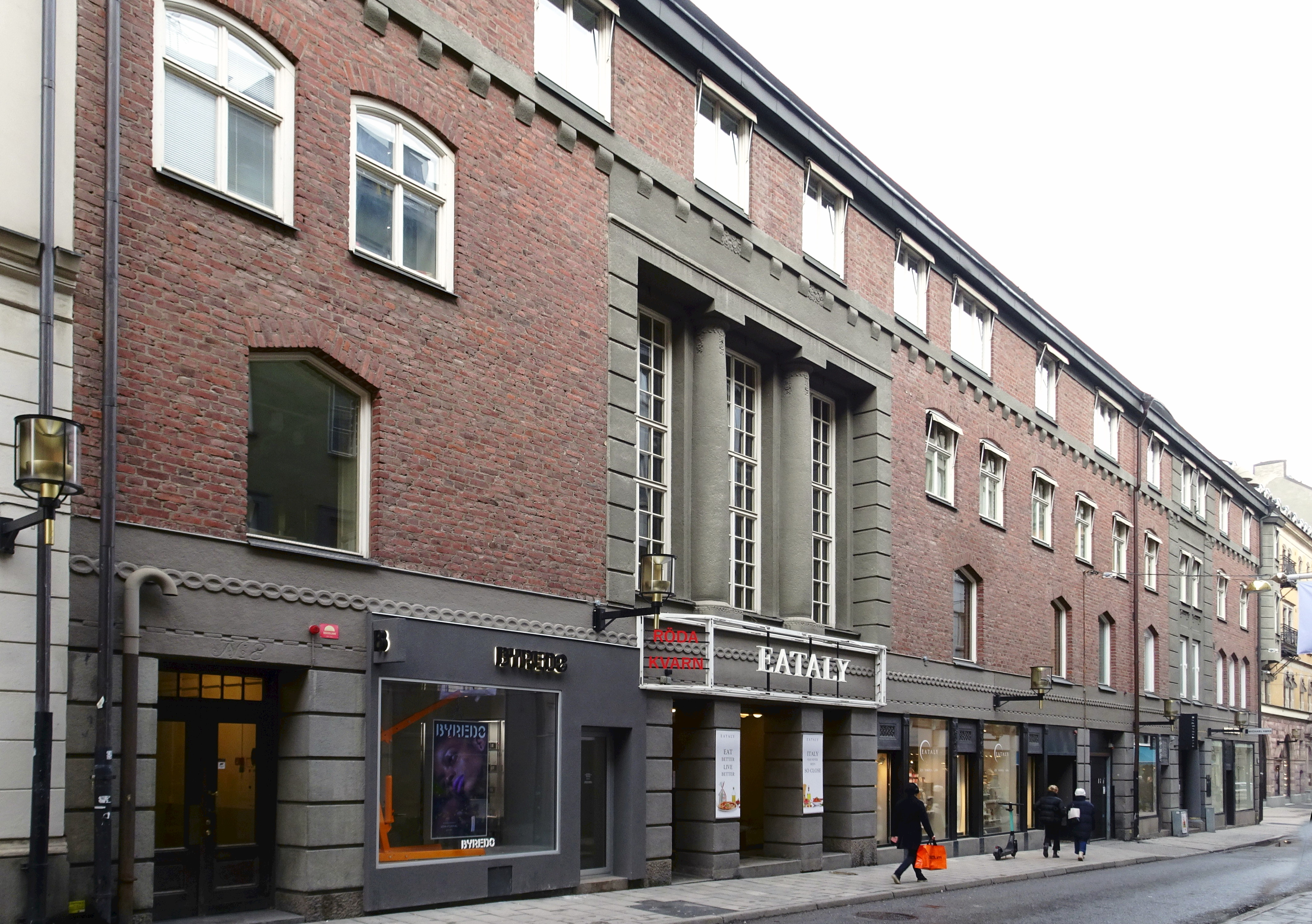
Fasad mot Mäster Samuelsgatan.
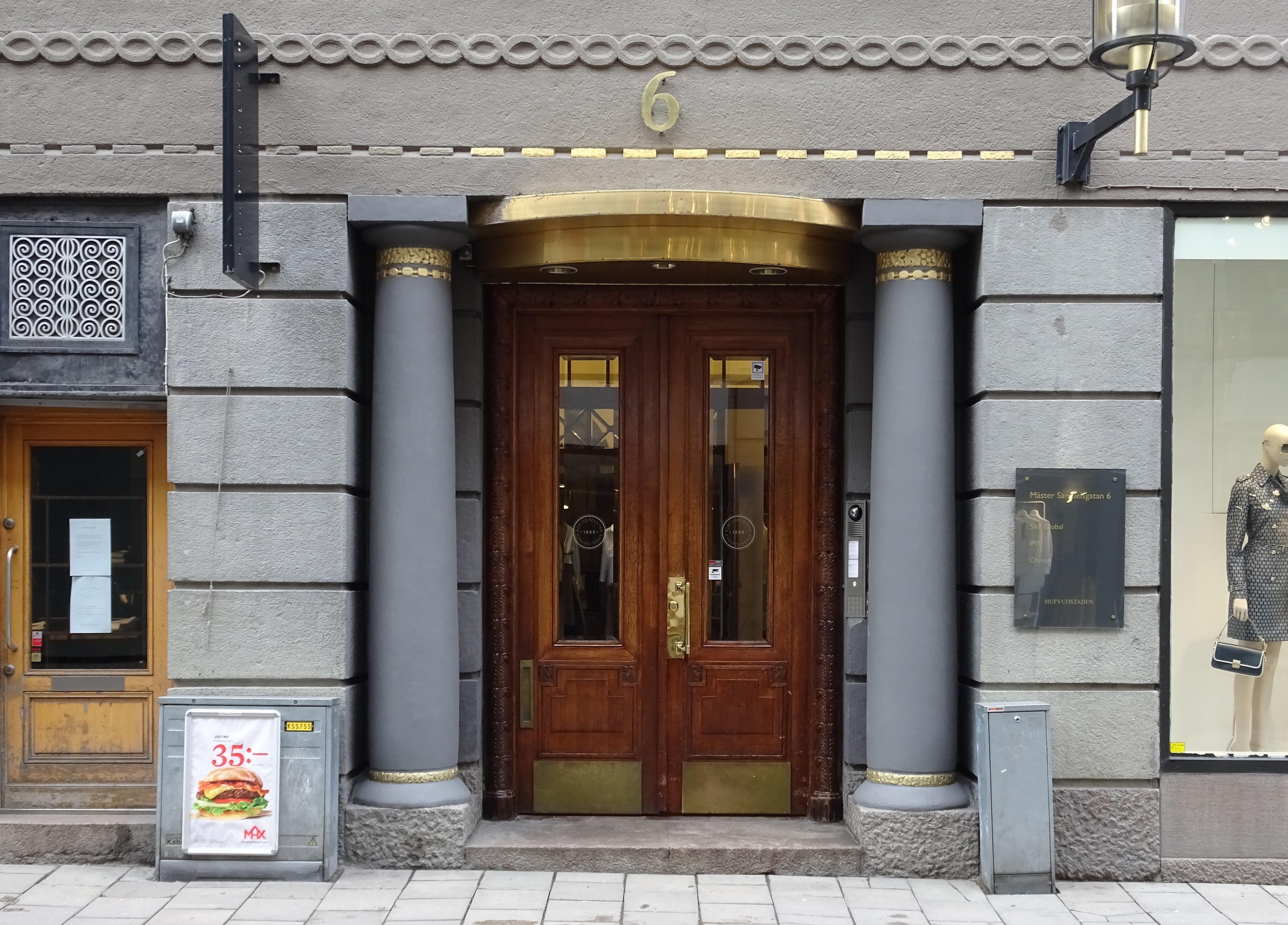
Mäster Samuelsgatan 6.
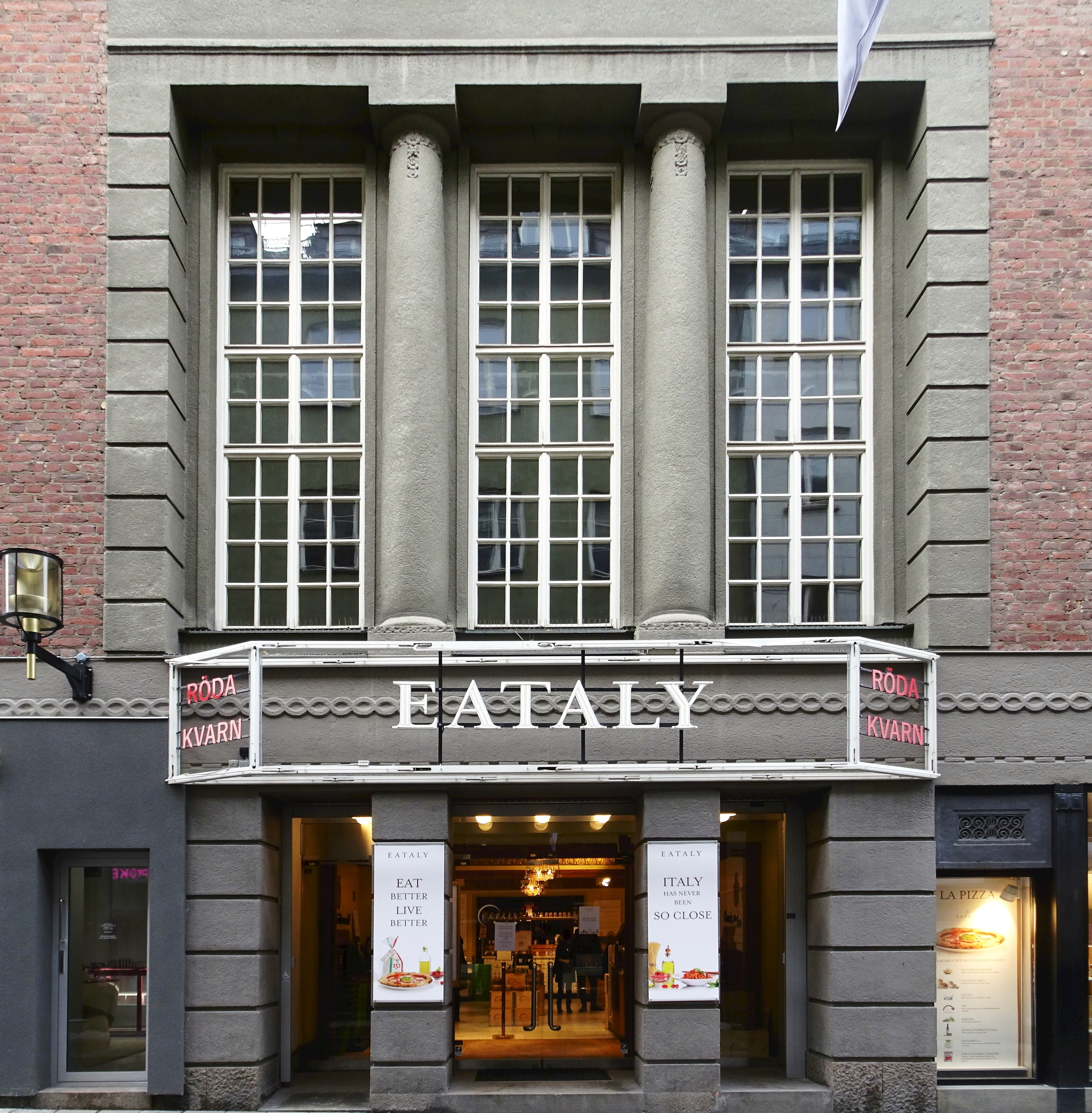
Kolonnmotiv mot Mäster Samuelsgatan.
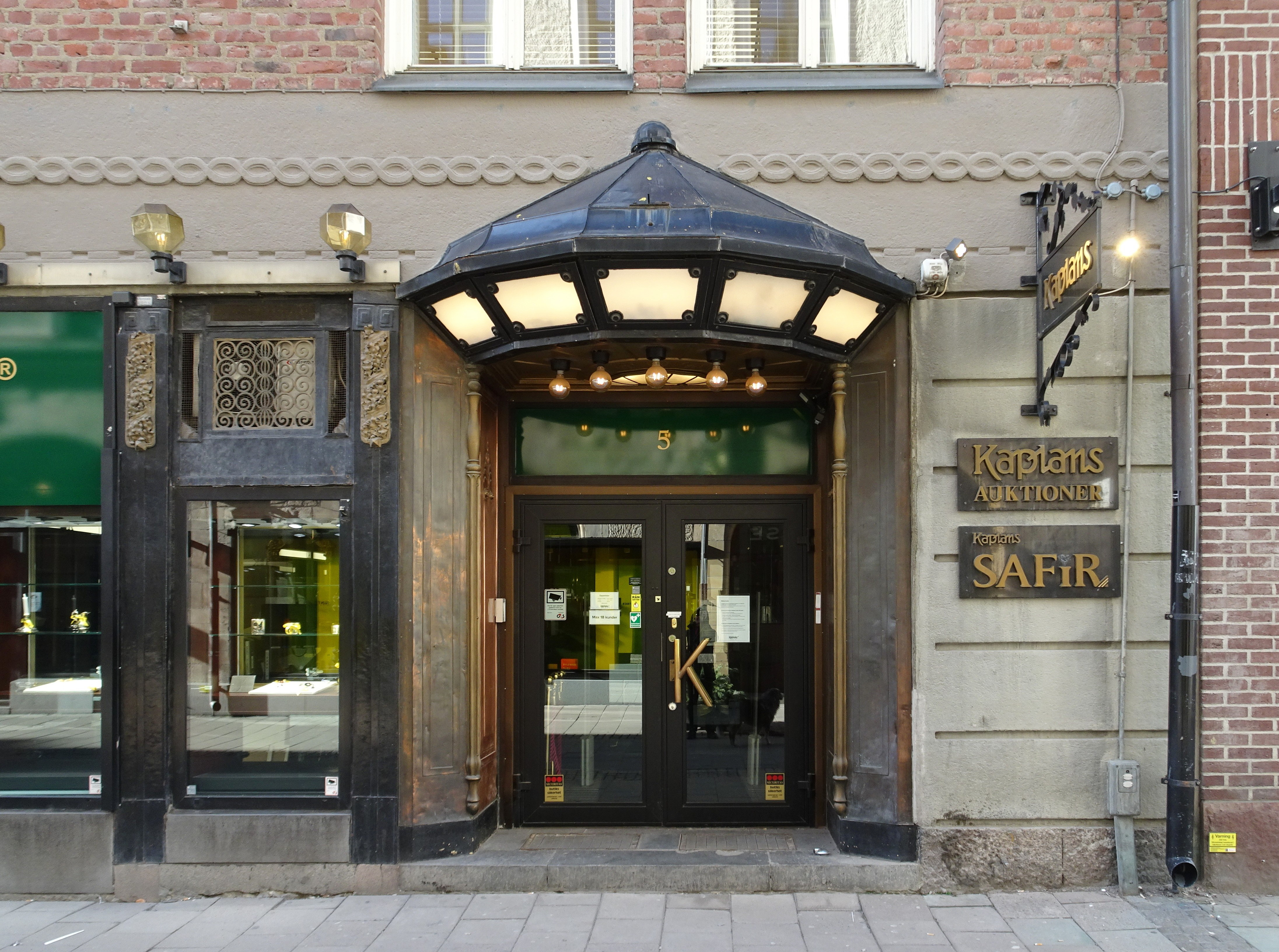
Biblioteksgatan 5 (dåvarande ingång till nattklubben Alexandra's).
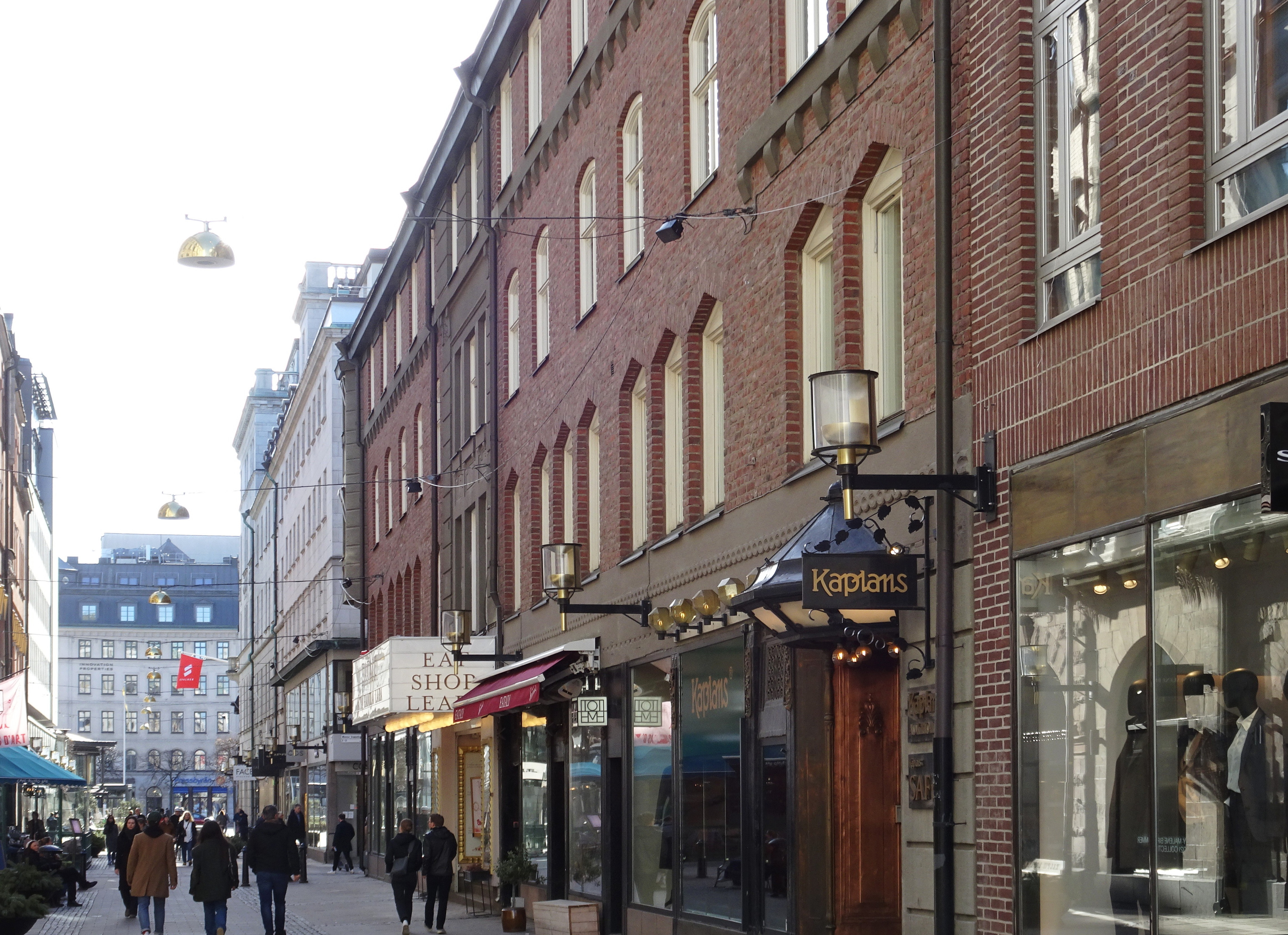
Fasad mot Biblioteksgatan.

### Röda kvarn, biograf

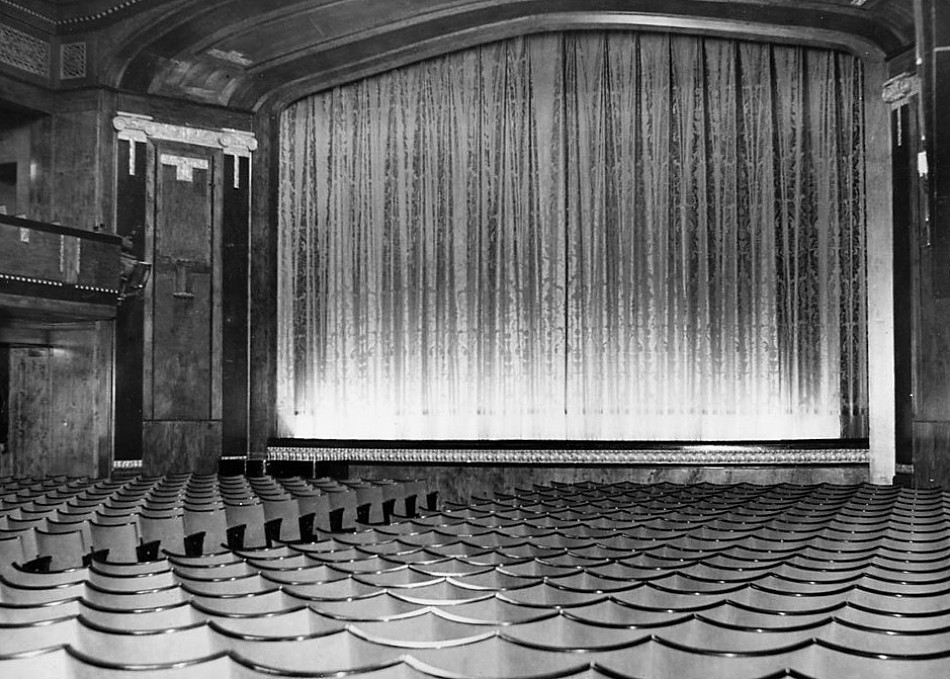
Salongen 1934.

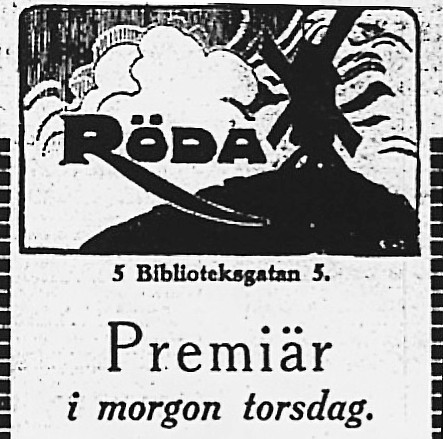
Premiärannonsen 1915.

Ritningarna till biografen Röda Kvarn utarbetades av arkitekten Bernhard i samarbete med Magnusson. För den dekorativa utsmyckningen svarade Ragnar Östberg. Från Biblioteksgatan öppnade sig entrén mellan två granitpelare. Ovanför fanns en stor skylt med biografens namn. Innanför låg en biljettkassa och längre in flera foajéer med garderober. I kassaområdet  stod skulpturen Hunnernas hemfärd av Carl Johan Bonnesen samt en dricksvattenfontän med Sankt Göran, Draken och jungfrun. Från Foajén fanns tillgång till en restaurang som även hade egen entré från Biblioteksgatan 6. På övre våningen fanns ytterligare en foajé, den hade ljusblå sidentapeter på väggarna och var möblerad gustaviansk stil. Biografsalongen fick en interiör i sen jugendstil med rika stuckaturarbeten, takmålningar och boaseringar. Salongen hade plats för 863 sittande besökare, därav 637 på parketten och 226 på läktaren.
Röda Kvarn invigdes på luciadagen 1915. Första filmen som visades var Mauritz Stillers Madame de Thèbes, ackompanjerad av en 14 man stark orkester under ledning av musikdirektören Umberto Prandini. Röda Kvarn blev SF:s förnämsta premiärbiograf, till en början visades stumfilm och från 1930 även ljudfilm. Det följde flera ombyggnader och moderniseringar för att möta biografbesökarnas och nya tekniska krav. En större förändring skedde 1943 då den lådformiga baldakinen med utbytbar text efter amerikansk mönster tillkom över entrén. Samtidigt uppsattes även den klassiska röda neontexten i skrivstil Röda Kvarn. 
På 1970-talet fick biografen en omfattande ansiktslyftning med ny interiör som gick i rött, guld och svart. Marmorgolvet doldes av en röd heltäckningsmatta och salongens vackra tak försvann bakom svarta akustikplattor. Nya bekväma fåtöljer ersatte de gamla och antal platser reducerades från 860 till 559. Ett försök att visa videofilmer i tre mindre lokaler misslyckades. År 1975 inrättades istället en liten salong med 112 platser i övre foajén som fick namnet Lilla Kvarn.

### Historiska bilder, biografen Röda Kvarn

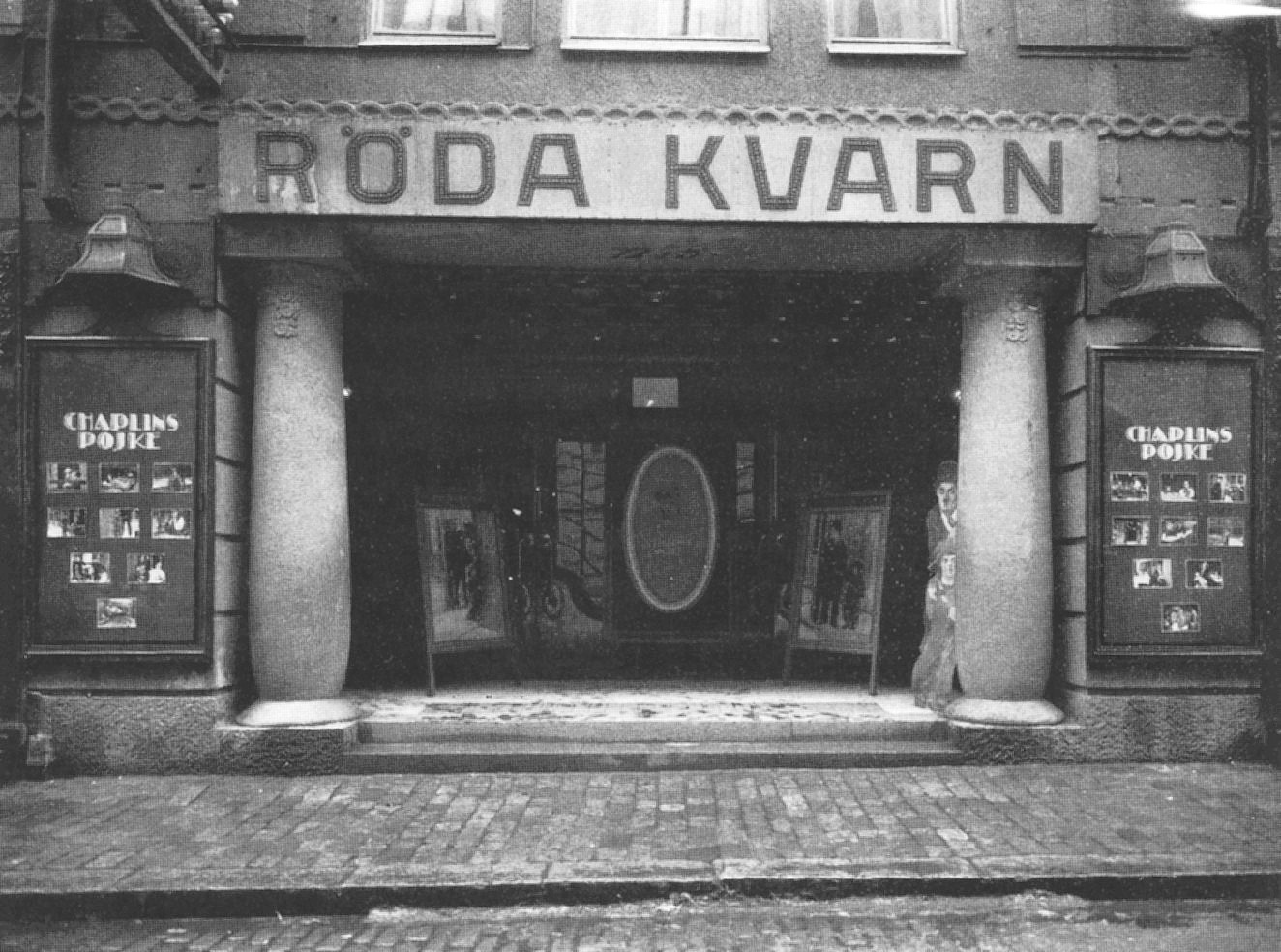
Entrén 1921. Chaplins pojke
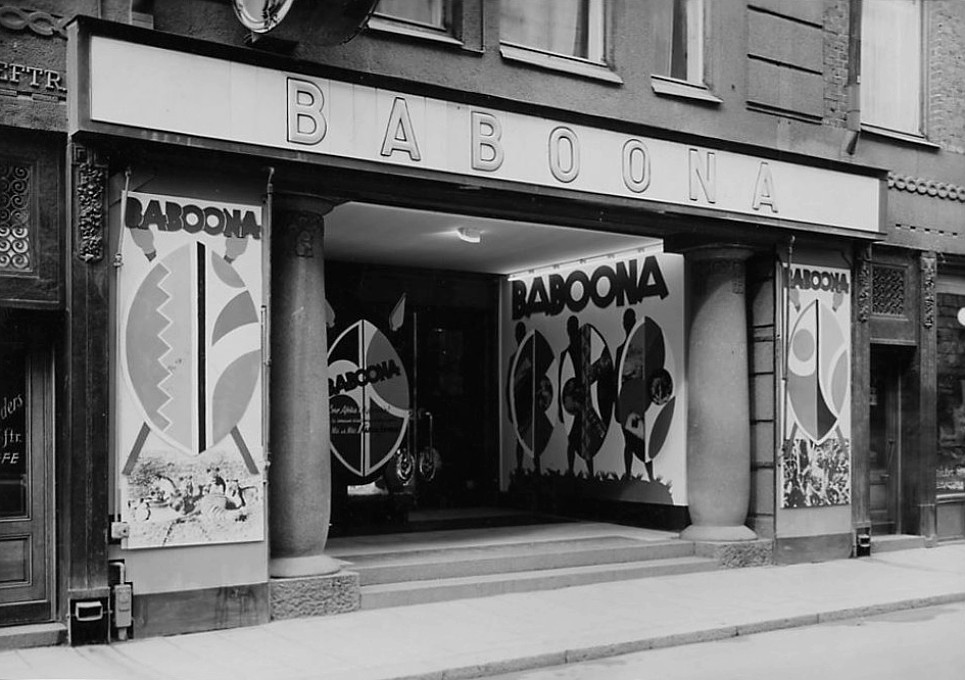
Entrén 1935. Baboona
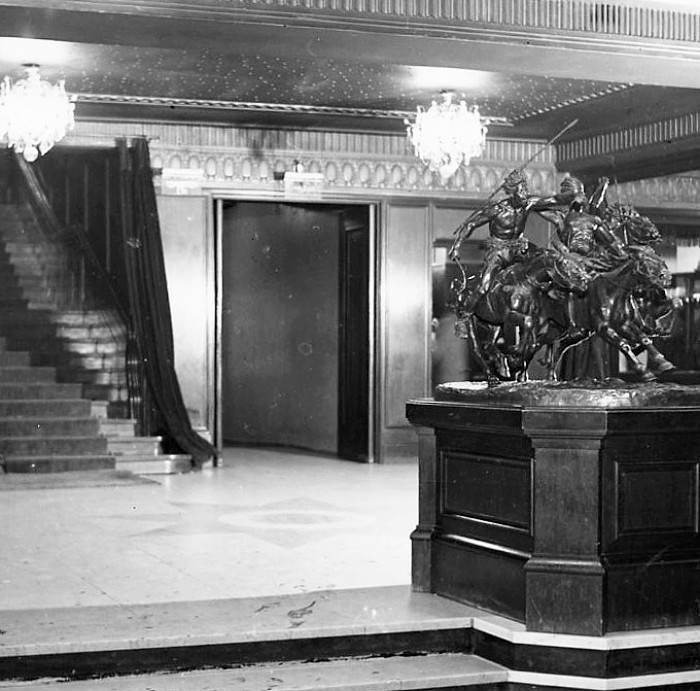
Foajén 1930-tal.
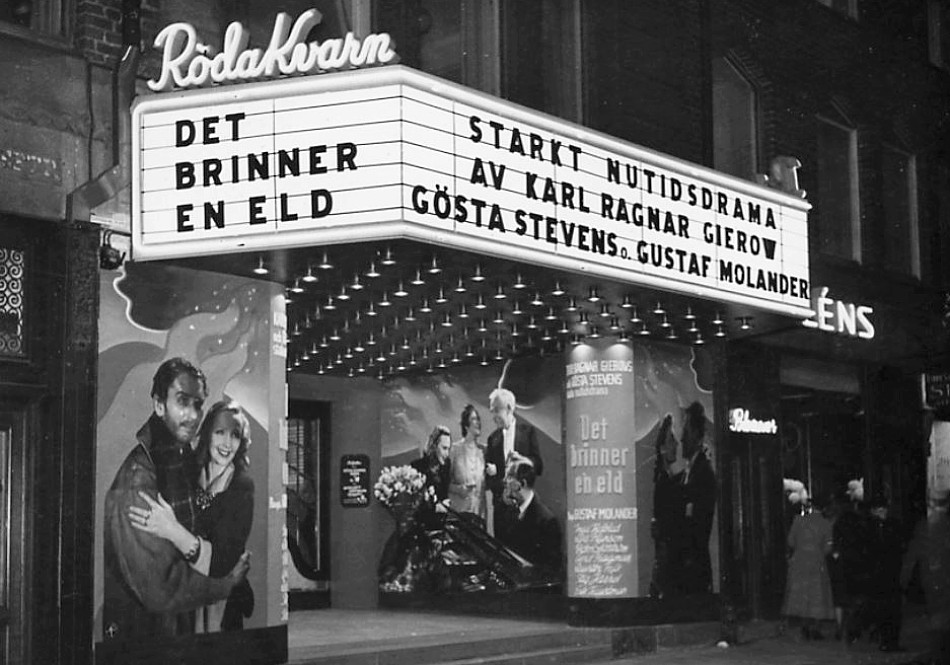
Entrén 1943. Det brinner en eld
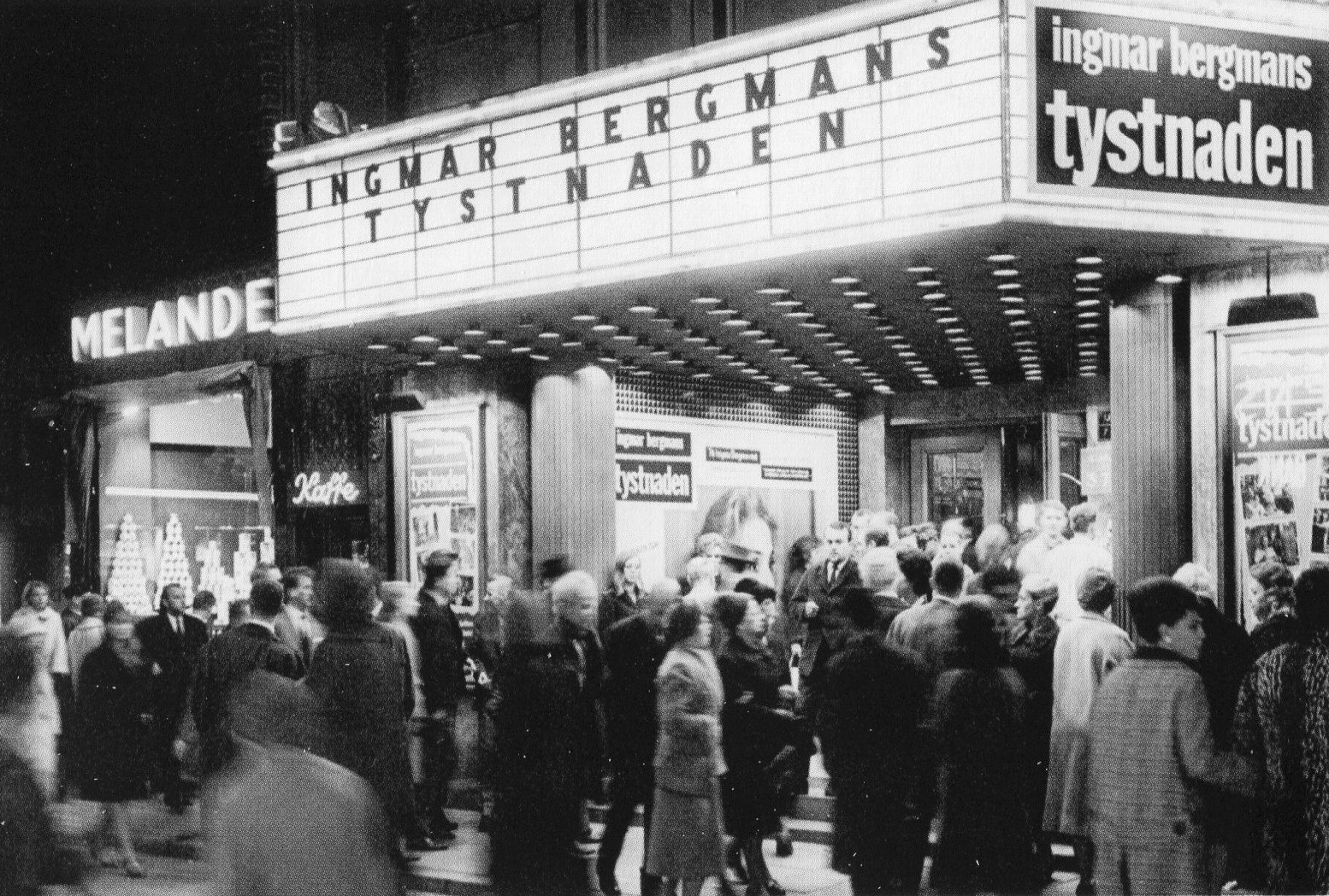
Entrén 1963. Tystnaden

## Nuvarande galleria
År 2006 byggdes biografen om till gallerian Urban Outfitters under ledning av arkitektkontoret Koncept Stockholm AB. Sedan 2018 finns saluhallen Eataly i lokalen. Denna ombyggnad är reversibel, det vill säga att lokalen kan återställas till biograf i framtiden. Inga väggar har tagits bort eller några nya har satts upp. Biografstolarna är ersatta av butikshyllor. Fasaden är intakt med ursprungligt utförande.

### Nutida bilder, före detta biografen

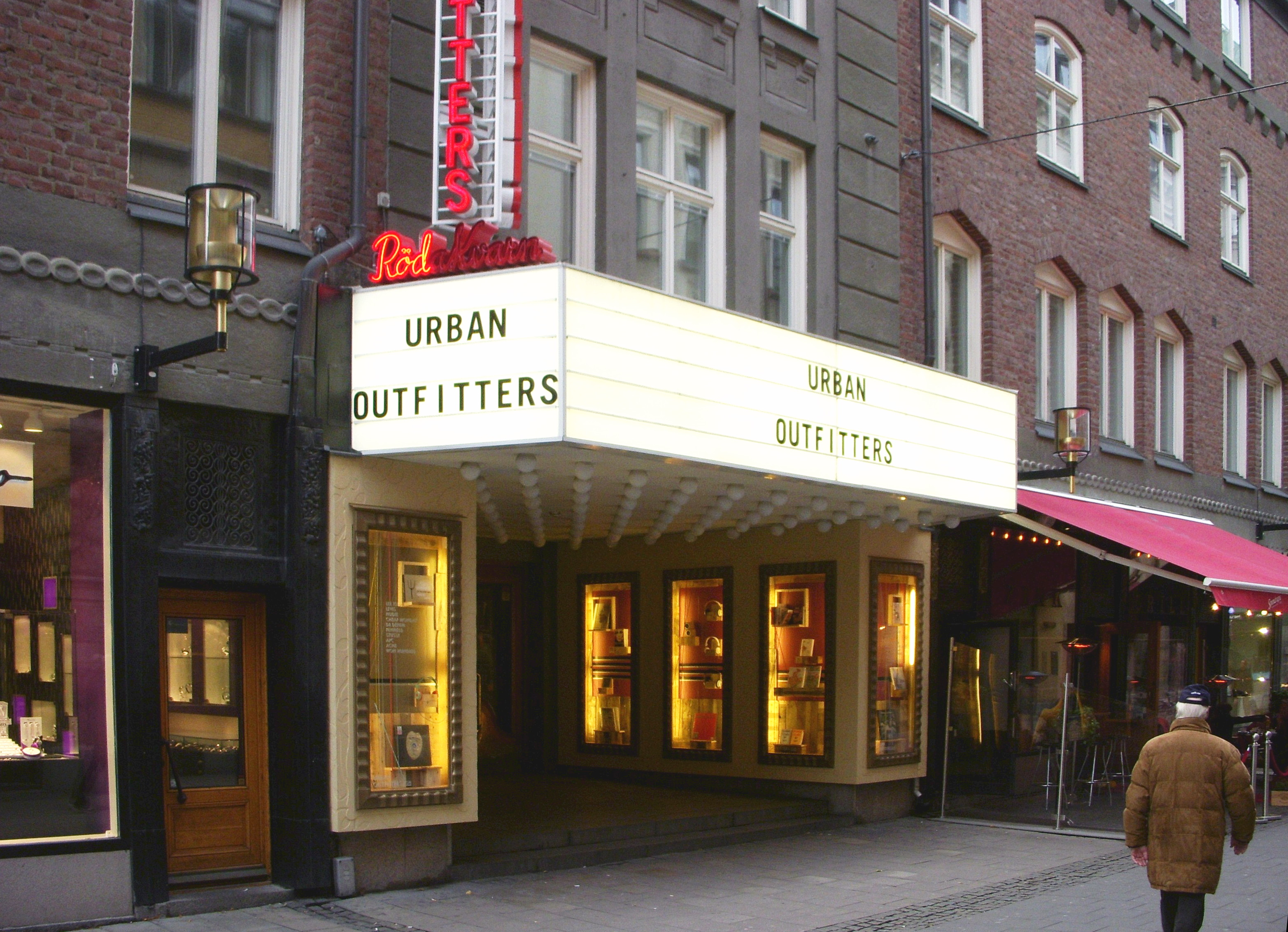
Entrén 2009 (Urban Outfitters).
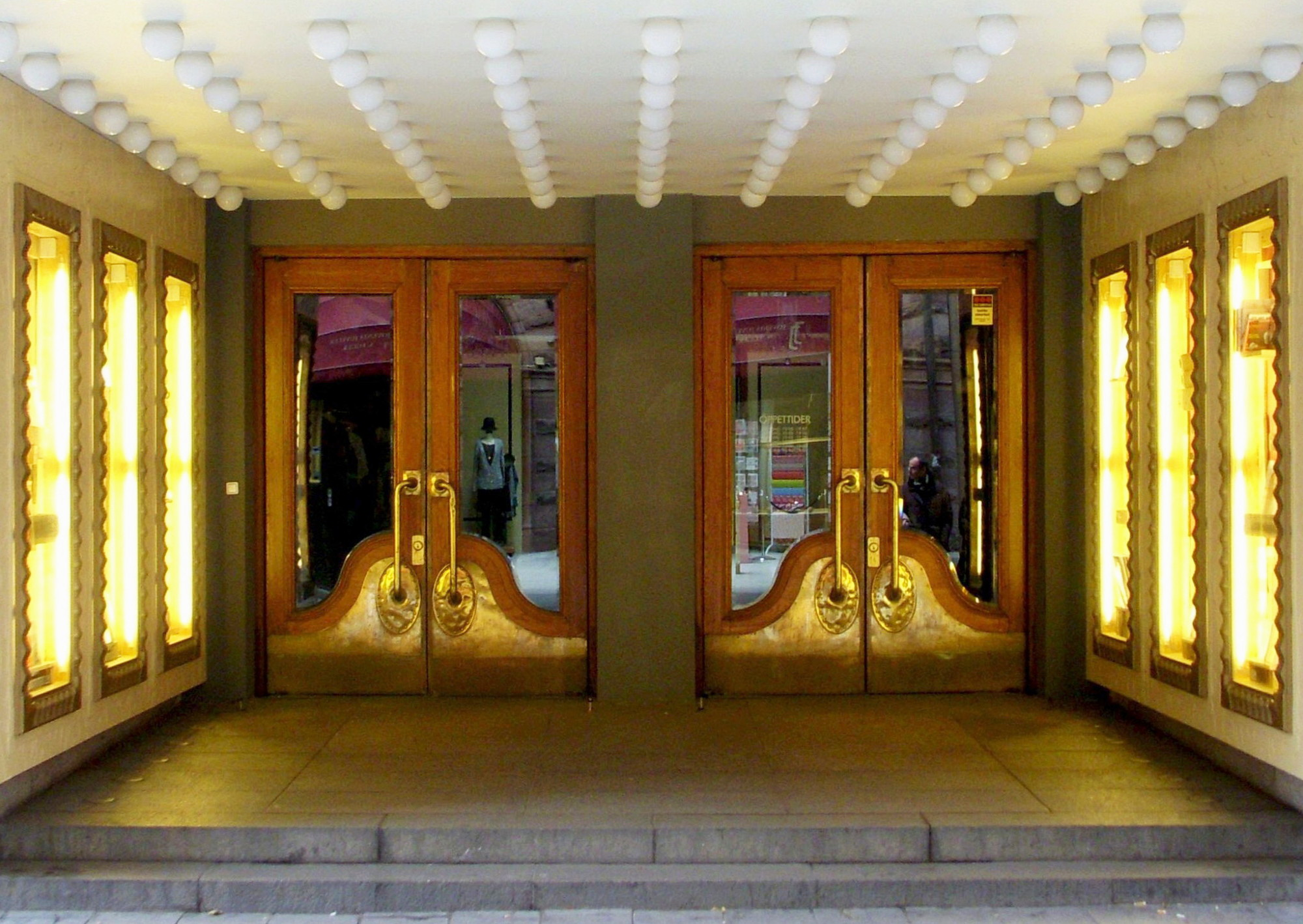
Entrén 2009 (Urban Outfitters).
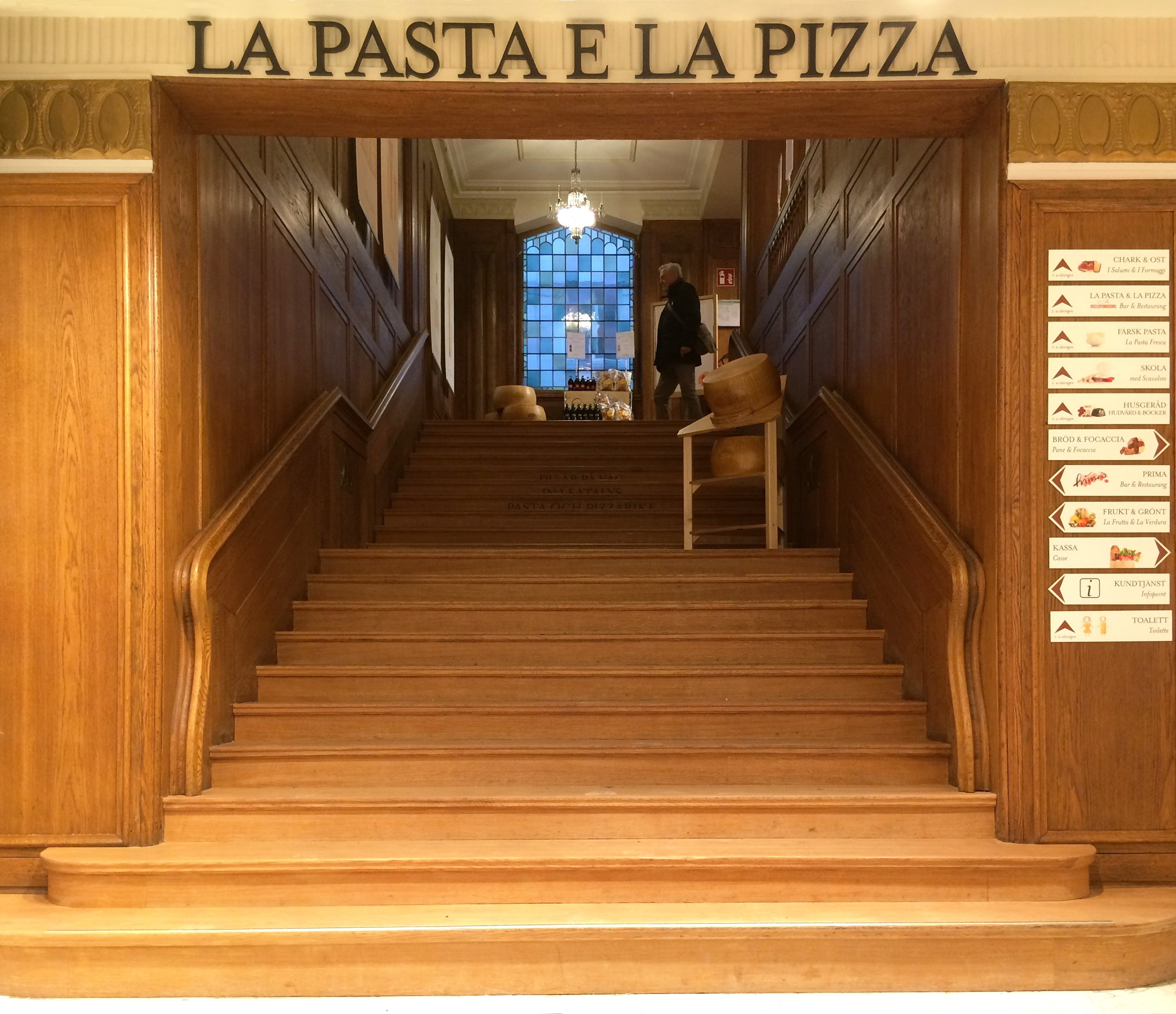
Gamla trappan mellan nedre och övre foajén, 2018 (Eataly).
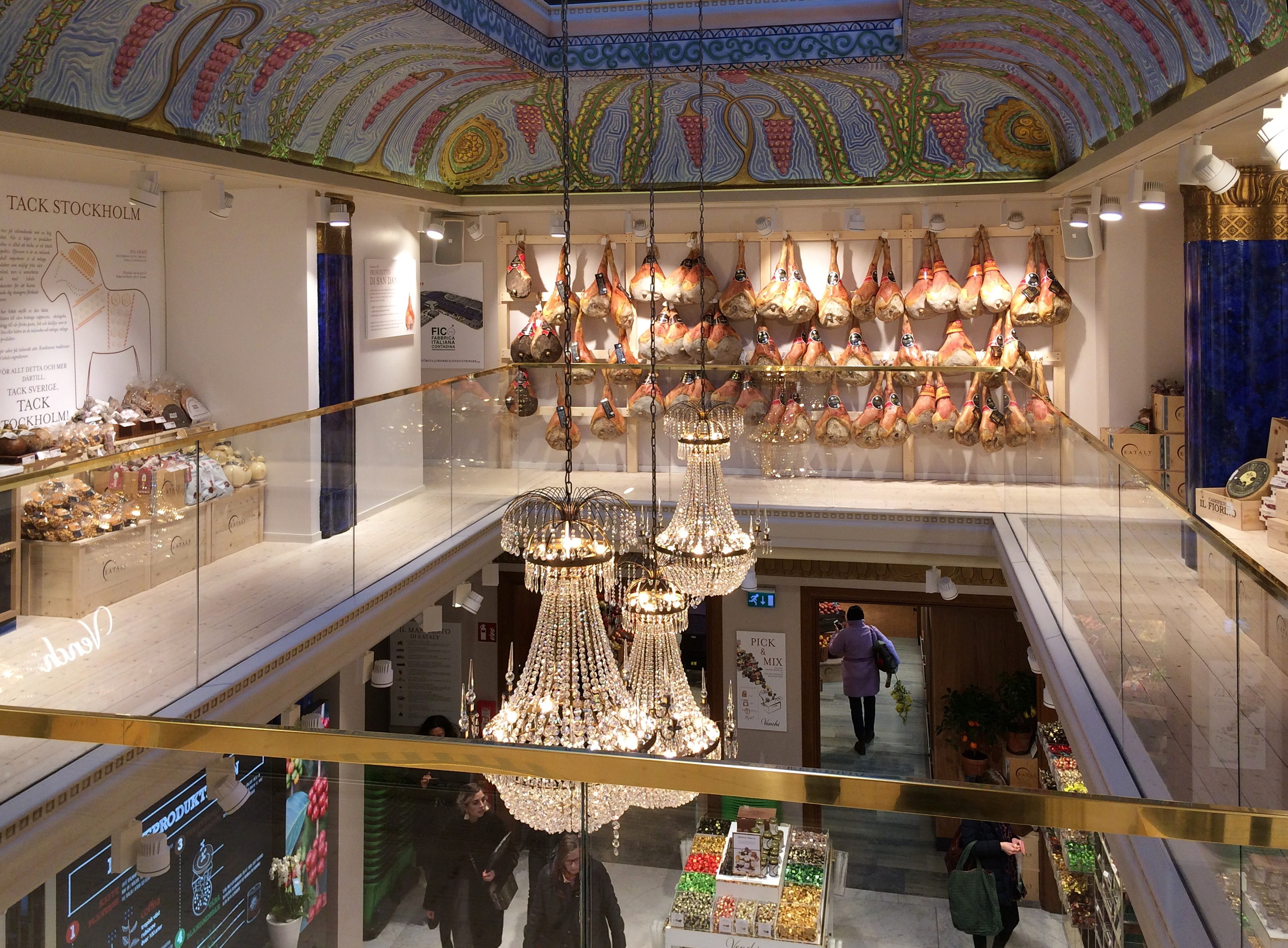
Gamla foajén, (Eataly) 2018.
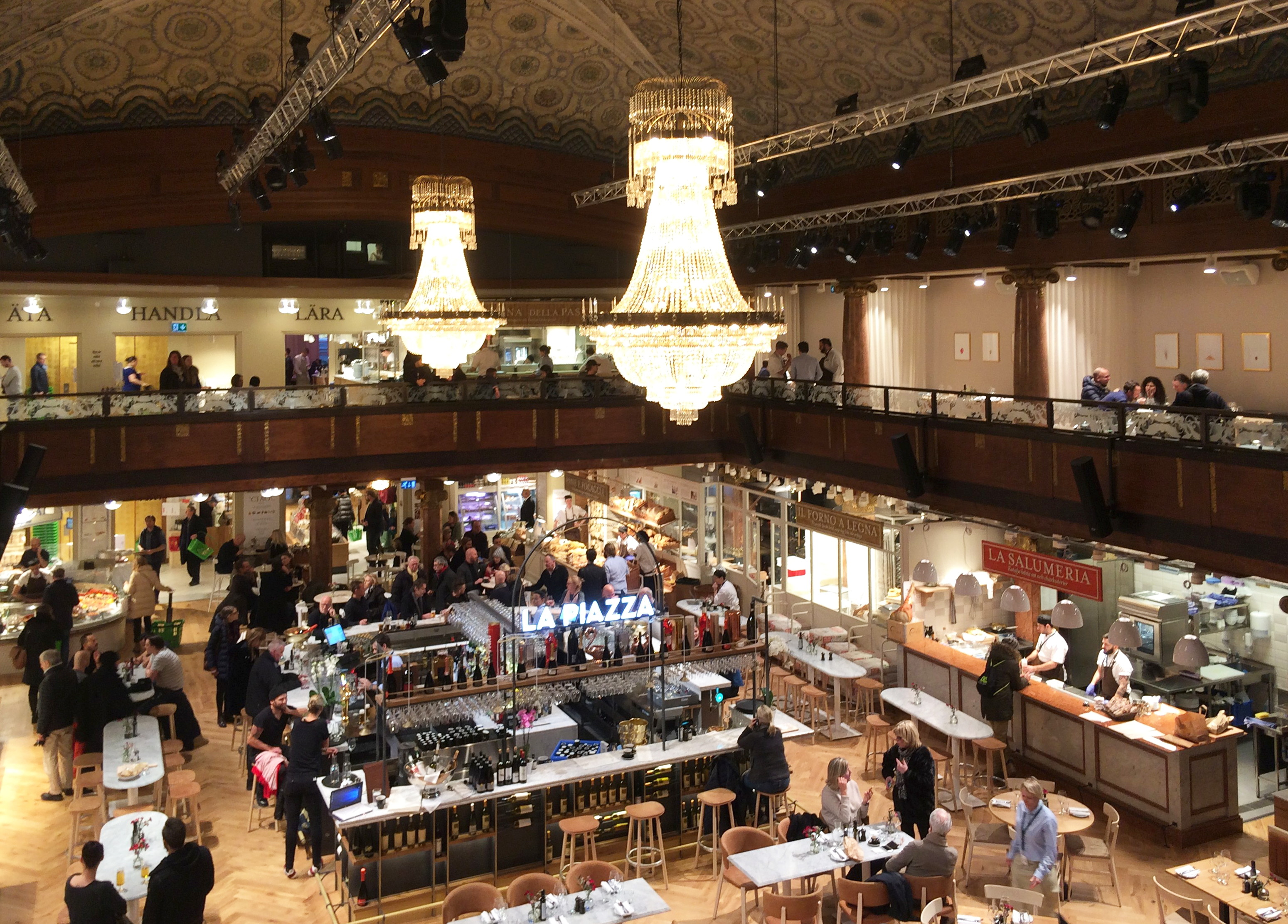
Gamla biografsalongen, (Eataly) 2018.

### Fotnoter
1. ↑  Stadsmuseets interaktiva karta för kulturmärkning av byggnader i Stockholm.
2. ↑  Bygglovsritningar upprättade i april 1906 av arkitekt Hjalmar Westerlund.
3. ↑  RAÄ:s bebyggelseregister: KVASTEN 6 – husnr 1